# Titanoeca transbaicalica
Titanoeca transbaicalica är en spindelart som beskrevs av Sergei N. Danilov 1994. Titanoeca transbaicalica ingår i släktet Titanoeca och familjen stenspindlar. Inga underarter finns listade i Catalogue of Life.